# Indywidualne Mistrzostwa Polski na Żużlu 1962
Indywidualne Mistrzostwa Polski na Żużlu 1962 – zawody żużlowe, mające na celu wyłonienie medalistów indywidualnych mistrzostw Polski w sezonie 1962. Rozegrano cztery turnieje ćwierćfinałowe, dwa półfinały oraz finał, w którym zwyciężył Florian Kapała.

## Finał
- Rzeszów, 2 września 1962
- Sędzia: Stefan Pyz

| Msc. | Zawodnik                      | Klub           | Pkt |             |  |
| ---- | ----------------------------- | -------------- | --- | ----------- |  |
| 1    | Florian Kapała                | Rzeszów        | 15  | (3,3,3,3,3) |  |
| 2    | Henryk Żyto                   | Leszno         | 14  | (3,3,3,3,2) |  |
| 3    | Joachim Maj                   | Rybnik         | 13  | (2,2,3,3,3) |  |
| 4    | Marian Kaiser                 | Gdańsk         | 12  | (1,3,2,3,3) |  |
| 5    | Konstanty Pociejkowicz        | Wrocław        | 10  | (3,0,3,2,2) |  |
| 6    | Janusz Kościelak              | Rzeszów        | 8   | (3,2,1,1,1) |  |
| 7    | Antoni Woryna                 | Rybnik         | 8   | (1,1,2,1,3) |  |
| 8    | Paweł Waloszek                | Świętochłowice | 8   | (2,0,2,2,2) |  |
| 9    | Janusz Suchecki               | Bydgoszcz      | 8   | (2,1,1,2,2) |  |
| 10   | Mieczysław Połukard           | Bydgoszcz      | 5   | (1,3,d,d,1) |  |
| 11   | Zdzisław Waliński             | Leszno         | 5   | (2,2,0,1,0) |  |
| 12   | Marian Spychała               | Rzeszów        | 5   | (1,d,2,2,d) |  |
| 13   | Karol Peszke                  | Rybnik         | 4   | (0,2,1,1,d) |  |
| 14   | Stanisław Rurarz              | Częstochowa    | 3   | (0,1,1,0,1) |  |
| 15   | Bogdan Berliński              | Rybnik         | 1   | (0,1,0,0,0) |  |
| 16   | Marian Stawecki               | Rzeszów        | 1   | (0,0,0,0,1) |  |
|      | rez. Józef Batko              | Rzeszów        |     | (ns)        |  |
|      | rez. Norbert Świtała          | Bydgoszcz      |     | (qns)       |  |
|      | rez. Włodzimierz Szwendrowski | Łódź           |     | (qns)       |  |
|      | rez. Jan Kusiak               | Leszno         |     | (qns)       |  |
|      | rez. Andrzej Domiszewski      | Wrocław        |     | (qns)       |  |